# أدريان مارتينيز (لاعب كرة قدم)
أدريان مارتينيز (بالإسبانية: Adrián Martínez) (7 يناير 1970 بمدينة مكسيكو في المكسيك - ) هو لاعب كرة قدم مكسيكي في مركز حراسة المرمى. شارك مع منتخب المكسيك لكرة القدم. أما مع النوادي، فقد لعب مع سانتوس لاغونا وكلوب ليون ونادي سان لويس ونادي نيكاكسا وأتلاتيكو إيرابواتو ويونيون ديبورتيفو كورتيدورز ‏.

## وصلات خارجية
- أدريان مارتينيز على موقع قاعدة بيانات كرة القدم.إي يو (الإنجليزية)
- أدريان مارتينيز على موقع ناشيونال فوتبول تيمز (الإنجليزية)
- أدريان مارتينيز على موقع Soccerway.com (الإنجليزية)